# Su Ching-heng
Su Ching-heng (chinesisch 薛軒億; * 10. November 1992, auch Su Cheng-Heng) ist ein taiwanischer Badmintonspieler. 

## Karriere
Su Ching-heng gewann 2016 die Welsh International. Ein Jahr später gewann er die Dutch Open 2017, die French International 2017 und die Finnish Open 2017. Bei den Weltmeisterschaften 2017 stand er ebenso im Achtelfinale wie bei der WM 2018 und den All England 2019.

## Sportliche Erfolge
| Saison | Veranstaltung                     | Disziplin    | Platz | Partner         |
| ------ | --------------------------------- | ------------ | ----- | --------------- |
| 2014   | Vietnam International Series 2014 | Mixed        | 3     | Huang Mei-ching |
| 2016   | Waikato International 2016        | Herrendoppel | 2     | Yang Po-hsuan   |
| 2016   | Irish Open 2016                   | Herrendoppel | 2     | Liao Min-chun   |
| 2016   | Welsh International 2016          | Herrendoppel | 1     | Liao Min-chun   |
| 2017   | Korea Masters 2017                | Herrendoppel | 3     | Liao Min-chun   |
| 2017   | Dutch Open 2017                   | Herrendoppel | 1     | Liao Min-chun   |
| 2017   | French International 2017         | Herrendoppel | 1     | Liao Min-chun   |
| 2017   | Finnish Open 2017                 | Herrendoppel | 1     | Liao Min-chun   |
| 2017   | Vietnam Open 2017                 | Herrendoppel | 2     | Liao Min-chun   |
| 2017   | Weltmeisterschaft 2017            | Herrendoppel | 9     | Liao Min-chun   |
| 2018   | All England 2018                  | Herrendoppel | 5     | Liao Min-chun   |
| 2018   | Indonesia Open 2018               | Herrendoppel | 3     | Liao Min-chun   |
| 2018   | Weltmeisterschaft 2018            | Herrendoppel | 9     | Liao Min-chun   |
| 2019   | All England 2019                  | Herrendoppel | 9     | Liao Min-chun   |
| 2020   | All England 2020                  | Herrendoppel | 17    | Liao Min-chun   |